# Yulia Inshina
Yulia Andreyevna Inshina (russe : Юлия Андреевна Иньшина) est une gymnaste artistique russe et azerbaïdjanaise, née à Voronej le 15 avril 1995.
Elle concourt sous les couleurs russes jusqu'en 2013 où elle prend la nationalité azerbaïdjanaise.

## Palmarès

### Championnats du monde
- Tokyo 2011
  -  médaille d'argent au concours par équipes

### Jeux de la solidarité islamique
- Bakou 2017
  -  médaille d'or au concours par équipes
  -  médaille d'or au sol
  -  médaille de bronze à la poutre